# مقاطعة براخاتيتسه
مقاطعة براخاتيتسه (بالتشيكية: Okres Prachatice)‏ هي مقاطعة (أوكريس) في إقليم جنوب بوهيميا في جمهورية التشيك.
عاصمة هذه المقاطعة هي مدينة براخاتيتسه.

## اقرأ أيضاً
- مقاطعات جمهورية التشيك